# Cơ học Lagrange

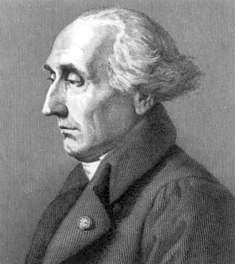
Joseph-Louis Lagrange (1736—1813)

Cơ học Lagrange là một phương pháp phát biểu lại cơ học cổ điển, do nhà toán học và thiên văn học người Pháp-Ý Joseph-Louis Lagrange giới thiệu vào năm 1788.
Trong cơ học Lagrange, quỹ đạo của một hệ hạt tìm được bằng cách giải phương trình Lagrange có một trong hai dạng, hoặc là phương trình Lagrange kiểu thứ nhất, mà coi các điều kiện giới hạn (hoặc liên kết) như là các phương trình phụ thêm, thường sử dụng nhân tử Lagrange; hoặc phương trình Lagrange kiểu thứ hai, trong đó kết hợp trực tiếp với các điều kiện liên kết bằng cách lựa chọn cẩn thận các tọa độ suy rộng. Trong mỗi trường hợp, một hàm số gọi là Lagrangian là một hàm của các tọa độ suy rộng, các đạo hàm của chúng theo thời gian, thời gian, và chứa các thông tin về động lực của hệ thống.
Không một nền vật lý mới nào được giới thiệu trong cơ học Lagrange so với cơ học Newton. Các định luật của Newton bao gồm cả những lực không bảo toàn như ma sát, tuy nhiên chúng phải chứa các lực liên kết cụ thể và do vậy phù hợp nhất khi miêu tả trong hệ tọa độ Descartes. Cơ học Lagrange miêu tả rất tốt hệ gồm những lực bảo toàn và cho những lực liên kết được miêu tả trong hệ tọa độ bất kỳ. Các lực tiêu tán và dẫn hướng được xét đến bằng cách phân tích lực thành tổng các lực thế năng và phi thế năng, dẫn tới tập hợp các phương trình Euler-Lagrange được sửa đổi cho hệ. Có thể chọn các tọa độ suy rộng sao cho thuận tiện cho sự áp dụng tính đối xứng của hệ hoặc cho tính chất hình học của các liên kết, giúp cho việc giải phương trình chuyển động trở lên đơn giản hơn. Cơ học Lagrange cũng hé lộ ra trực tiếp các đại lượng bảo toàn và đối xứng tương ứng, như phát biểu của trường hợp đặc biệt của định lý Noether.
Cơ học Lagrange có vai trò quan trọng không chỉ áp dụng rộng rãi vào các ứng dụng thực tế, nó cũng là công cụ quan trọng để tìm hiểu sâu hơn các lý thuyết vật lý. Mặc dù Lagrange lúc đầu chỉ tìm cách miêu tả cơ học cổ điển bằng ngôn ngữ phổ quát hơn trong chuyên luận của ông Mécanique analytique (Cơ học giải tích), về sau nguyên lý Hamilton dùng để tìm ra phương trình Lagrange đã được các nhà vật lý nhận thấy có thể áp dụng cho các lý thuyết vật lý cơ bản, đặc biệt là đối với cơ học lượng tử và thuyết tương đối.
Cơ học Lagrange được sử dụng rỗng rãi để giải các vấn đề cơ học trong vật lý và kỹ thuật khi không thuận tiện dùng các công thức của Newton trong cơ học cổ điển để giải. Cơ học Lagrange áp dụng cho động lực của các hạt, các trường được miêu tả sử dụng hàm mật độ Lagrange. Phương trình Lagrange cũng được sử dụng cho vấn đề tối ưu hóa cho hệ động lực. Trong cơ học, phương trình Lagrange loại hai được sử dụng nhiều hơn so với loại một.

## Giới thiệu

Viên bi trượt không ma sát trên sợi dây. Sợi dây tác dụng phản lực C lên viên bi để giữ nó trên sợi dây. Lực không liên kết N trong trường hợp này là lực hấp dẫn. Chú ý rằng vị trí ban đầu của sợi dây có thể dẫn tới các chuyển động khác nhau.

Mô hình con lắc đơn. Giả sử thanh nối là một vật rắn tuyệt đối, vị trí của quả lắc bị giới hạn bởi phương trình f(x, y) = 0, lực ràng buộc C là sức căng của thanh nối. Và lực không ràng buộc N là lực hấp dẫn.

Giả sử có một viên bi trượt theo sợi dây xuyên qua nó, hoặc có một con lắc đơn, v.v. Nếu coi mỗi vật nặng (như viên bi, quả lắc, v.v.) là một chất điểm, việc tính toán chuyển động của hạt sử dụng cơ học Newton đòi hỏi giải phương trình lực liên kết biến đổi theo theo thời gian để giữ cho hạt tuân theo chuyển động có ràng buộc (phản lực tác dụng bởi sợi dây lên viên bi, hoặc sức căng của thanh nối quả lắc). Khi dùng cơ học Lagrange để giải cùng một vấn đề này, dựa vào quỹ đạo của hạt mà có thể thuận tiện lựa chọn một hệ các tọa độ suy rộng độc lập cho phép miêu tả hoàn toàn chuyển động khả dĩ của hạt. Cách lựa chọn này loại bỏ các lực liên kết cần thiết trong phương trình chuyển động của hạt. Có ít phương trình hơn do không còn phải cần tính ảnh hưởng của các điều kiện liên kết lên hạt tại từng thời điểm cụ thể.
Đối với một lớp rộng các hệ thống vật lý, nếu kích thước và hình dạng của một vật nặng là bỏ qua được, cơ hệ sẽ trở lên đơn giản hơn khi coi vật là một chất điểm (hoặc hạt điểm-point particle). Một hệ có N chất điểm với khối lượng lần lượt bằng m1, m2,..., mN, mỗi hạt có một vectơ vị trí, ký hiệu bằng r1, r2,... rN. Tọa độ Descartes thường là đủ, do vậy r1 = (x1, y1, z1), r2 = (x2, y2, z2) và cứ như thế. Trong không gian ba chiều, mỗi vectơ vị trí có ba tọa độ thành phần xác định duy nhất vị trí của điểm, do vậy có 3N tọa độ xác định duy nhất cấu hình của hệ. Đây là những điểm cụ thể trong không gian để định vị vị trí của các hạt, một điểm tổng quát trong không gian được viết là r = (x, y, z). Vận tốc của mỗi hạt là sự chuyển dịch quãng đường nhanh như thế nào dọc theo quỹ đạo của nó, và bằng đạo hàm thời gian của vị trí, do đó v1 = dr1/dt, v2 = dr2/dt và vân vân.
Trong cơ học Newton, phương trình chuyển động được thiết lập dựa trên các định luật của Newton. Định luật hai nói rằng "tổng lực tác dụng bằng khối lượng nhân với gia tốc", Σ F = m d2r/dt2, áp dụng cho mỗi hạt. Đối với hệ có N hạt trong không gian 3 chiều, có 3N phương trình vi phân thường bậc hai theo vị trí của các hạt cần phải giải.
Thay vì lực, cơ học Lagrange sử dụng khái niệm năng lượng xác định trong hệ. Đại lượng trung tâm của cơ học Lagrange là Lagrangian, một hàm tổng kết tính động lực của toàn bộ cơ hệ. Nói chung, hàm Lagrangian có đơn vị của năng lượng, nhưng không có một biểu thức cụ thể nào cho mọi hệ vật lý. Bất kỳ hàm nào tạo ra phương trình chuyển động đúng, mà tuân theo các định luật vật lý, có thể coi là hàm Lagrangian. Tuy vậy có thể xây dựng một biểu thức tổng quát cho một lớp lớn các ứng dụng. Hàm Lagrangian phi tương đối tính của một hệ hạt được xác định bằng
{\displaystyle L=T-V}
với
{\displaystyle T={\frac {1}{2}}\sum _{k=1}^{N}m_{k}v_{k}^{2}}
là tổng động năng của hệ, bằng tổng Σ động năng của các hạt trong hệ, và V là thế năng của hệ.
Động năng là năng lượng có được từ chuyển động của hệ, và vk2 = vk · vk là bình phương độ lớn của vận tốc, tương đương với tích vô hướng của vectơ vận tốc với chính nó. Động năng là hàm chỉ của vận tốc vk, không phụ thuộc vào vị trí rk hay thời gian t, so T = T(v1, v2,...).
Thế năng của hệ phản ánh năng lượng trong tương tác giữa các hạt, ví dụ như năng lượng mà một hạt bất kỳ chịu tác động từ những hạt khác trong hệ cũng như chịu các ngoại lực bên ngoài. Đối với lực bảo toàn (ví dụ lực hấp dẫn Newton), nó là hàm chỉ của vectơ vị trí của hạt, do vậy V = V(r1, r2,...). Đối với những lực không bảo toàn mà có thể dẫn ra từ thế năng thích hợp (ví dụ thế năng điện từ), vận tốc cũng sẽ xuất hiện, V = V(r1, r2,..., v1, v2,...). Nếu có một trường ngoài hoặc lực bên ngoài tác động thay đổi theo thời gian, thế năng cũng sẽ thay đổi theo thời gian, do vậy nói chung V = V(r1, r2,..., v1, v2,..., t).
Dạng của L ở trên không còn đúng trong trường hợp của cơ học Lagrange tương đối tính, và phải được thay bằng hàm phù hợp với thuyết tương đối hẹp hoặc thuyết tương đối rộng. Và đối với hệ có lực tiêu tán tác dụng, những hàm khác phải được đưa thêm vào trong hàm L.
Một hoặc nhiều hạt có thể chịu một hoặc nhiều liên kết holonom (holonomic constraint), ví dụ như liên kết được miêu tả bằng phương trình có dạng f(r, t) = 0. Nếu số lượng liên kết trong hệ bằng C, thì mỗi liên kết có phương trình, f1(r, t) = 0, f2(r, t) = 0,... fC(r, t) = 0, mỗi phương trình có thể áp dụng cho bất kỳ hạt nào. Nếu hạt k chịu liên kết (ràng buộc) i, thì fi(rk, t) = 0. Ở thời điểm bất kỳ, tọa độ của một hạt chịu liên kết được liên hệ với nhau và không độc lập hoàn toàn. Phương trình liên kết xác định quỹ đạo khả dĩ của các hạt, nhưng không xác định vị trí hay vận tốc của chúng tại thời điểm bất kỳ. Liên kết phi holonom (nonholonomic constraint) phụ thuộc vào vận tốc, gia tốc, hoặc đạo hàm bậc cao của vị trí của hạt. Cơ học Lagrange chỉ được áp dụng đối với hệ có liên kết holonom. Ba ví dụ nêu trong chú thích là khi phương trình liên kết không khả tích được, khi các liên kết có điều kiện bất đẳng thức, hoặc trường hợp các lực không bảo toàn phức tạp như ma sát. Liên kết phi holonom đòi hỏi cách xử lý đặc biệt, và có thể phải quay lại khuôn khổ của cơ học Newton hoặc sử dụng phương pháp khác.
Nếu T hoặc V hoặc cả hai phụ thuộc rõ vào thời gian do những điều kiện ràng buộc biến đổi theo thời gian hoặc do ảnh hưởng của bên ngoài, Lagrangian L(r1, r2,... v1, v2,... t) là hàm hiện phụ thuộc thời gian. Nếu cả thế năng và động năng không phụ thuộc vào thời gian, thì Lagrangian L(r1, r2,... v1, v2,...) là hàm hiện độc lập thời gian. Trong cả hai trường hợp, hàm Lagrangian luôn luôn ẩn chứa tính phụ thuộc thời gian thông qua tọa độ suy rộng.
Với các định nghĩa trên, phương trình Lagrange loại 1 là
| Lagrange's equations (First kind) {\displaystyle {\frac {\partial L}{\partial \mathbf {r} _{k}}}-{\frac {\mathrm {d} }{\mathrm {d} t}}{\frac {\partial L}{\partial {\dot {\mathbf {r} }}_{k}}}+\sum _{i=1}^{C}\lambda _{i}{\frac {\partial f_{i}}{\partial \mathbf {r} _{k}}}=0} |
với k = 1, 2,..., N là thứ tự các hạt, có nhân tử Lagrange λi cho mỗi phương trình liên kết fi, và
{\displaystyle {\frac {\partial }{\partial \mathbf {r} _{k}}}\equiv \left({\frac {\partial }{\partial x_{k}}},{\frac {\partial }{\partial y_{k}}},{\frac {\partial }{\partial z_{k}}}\right)\,,\quad {\frac {\partial }{\partial {\dot {\mathbf {r} }}_{k}}}\equiv \left({\frac {\partial }{\partial {\dot {x}}_{k}}},{\frac {\partial }{\partial {\dot {y}}_{k}}},{\frac {\partial }{\partial {\dot {z}}_{k}}}\right)}
là đạo hàm riêng của vectơ ∂/∂ tương ứng với biến được nêu (không phải đạo hàm đối với toàn bộ vectơ). Các chấm bên trên ký hiệu cho đạo hàm theo thời gian. Thủ tục này làm tăng số lượng phương trình cần phải giải so với định luật Newton, từ 3N lên 3N + C, bởi vì có 3N cặp phương trình vi phân thường bậc hai theo tọa độ vị trí và nhân tử, cộng với C phương trình ràng buộc. Tuy nhiên, khi giải theo tọa độ vị trí của hạt, các nhân tử có thể cho thông tin của các lực liên kết. Các tọa độ không cần thiết được loại bỏ bằng giải phương trình ràng buộc.
Trong hàm Lagrangian, các thành phần tọa độ vị trí và vận tốc là các biến độc lập, và đạo hàm của Lagrangian lấy theo các thành phần tách biệt này tuân theo quy tắc vi phân thông thường (ví dụ đạo hàm của L theo thành phần vận tốc z của hạt thứ 2, vz2 = dz2/dt, mà không cần phải có quy tắc dây chuyền hay đạo hàm toàn phần kỳ lạ nào để có thể liên hệ thành phần vận tốc tương ứng của tọa độ z2).
Trong mỗi phương trình ràng buộc, một tọa độ là thừa do nó được xác định từ hai tọa độ kia. Số tọa độ  độc lập do vậy bằng n = 3N − C. Chúng ta có thể biến đổi mỗi vectơ vị trí về một tập hợp chung chứa n tọa độ suy rộng, viết một cách thuận tiện là n-bộ q = (q1, q2,... qn), bằng cách biểu diễn mỗi vectơ vị trí, và do đó các tọa độ vị trí, như là hàm số theo các tọa độ suy rộng và thời gian,
{\displaystyle \mathbf {r} _{k}=\mathbf {r} _{k}(\mathbf {q} ,t)=(x_{k}(\mathbf {q} ,t),y_{k}(\mathbf {q} ,t),z_{k}(\mathbf {q} ,t),t)\,.}
Vectơ q là một điểm trong không gian cấu hình (configuration space) của hệ. Đạo hàm thời gian của tọa độ suy rộng được gọi là vận tốc suy rộng, và đối với mỗi hạt phép biến đổi của vectơ vận tốc, đạo hàm toàn phần của vị trí theo thời gian bằng
{\displaystyle {\dot {q}}_{j}={\frac {\mathrm {d} q_{j}}{\mathrm {d} t}}\,,\quad \mathbf {v} _{k}=\sum _{j=1}^{n}{\frac {\partial \mathbf {r} _{k}}{\partial q_{j}}}{\dot {q}}_{j}+{\frac {\partial \mathbf {r} _{k}}{\partial t}}\,.}
Đối với vận tốc suy rộng vk, động năng trong tọa độ suy rộng phụ thuộc vào vận tốc suy rộng, tọa độ suy rộng, và thời gian nếu vectơ vị trí phụ thuộc rõ ràng vào thời gian do các liên kết ràng buộc biến đổi theo thời gian, do vậy T = T(q, dq/dt, t).
Với các định nghĩa này ta có phương trình Euler–Lagrange, hay phương trình Lagrange loại 2
| Lagrange's equations (Second kind) {\displaystyle {\frac {\mathrm {d} }{\mathrm {d} t}}\left({\frac {\partial L}{\partial {\dot {q}}_{j}}}\right)={\frac {\partial L}{\partial q_{j}}}} |
là các kết quả toán học từ phép tính biến phân, mà cũng được áp dụng trong cơ học. Thay thế vào hàm Lagrangian L(q, dq/dt, t), thu được phương trình chuyển động của hệ. Số lượng phương trình đã giảm đi so với của cơ học Newton, từ 3N xuống còn n = 3N − C  cặp phương trình vi phân thường bậc hai trong hệ tọa độ suy rộng. Các phương trình này không còn bao gồm các lực liên kết, chỉ có các lực phi liên kết mới phải tính đến.
Mặc dù phương trình chuyển động có chứa đạo hàm riêng, các kết quả của đạo hàm riêng vẫn là phương trình vi phân thường trong tọa độ vị trí của các hạt. Đạo hàm thời gian toàn phần ký hiệu bằng d/dt thường bao gồm lấy vi phân hàm ẩn. Các phương trình này có dạng tuyến tính theo Lagrangian, nhưng nói chung là hệ phương trình phi tuyến theo tọa độ.

## Từ cơ học Newton đến Lagrange

### Các định luật Newton

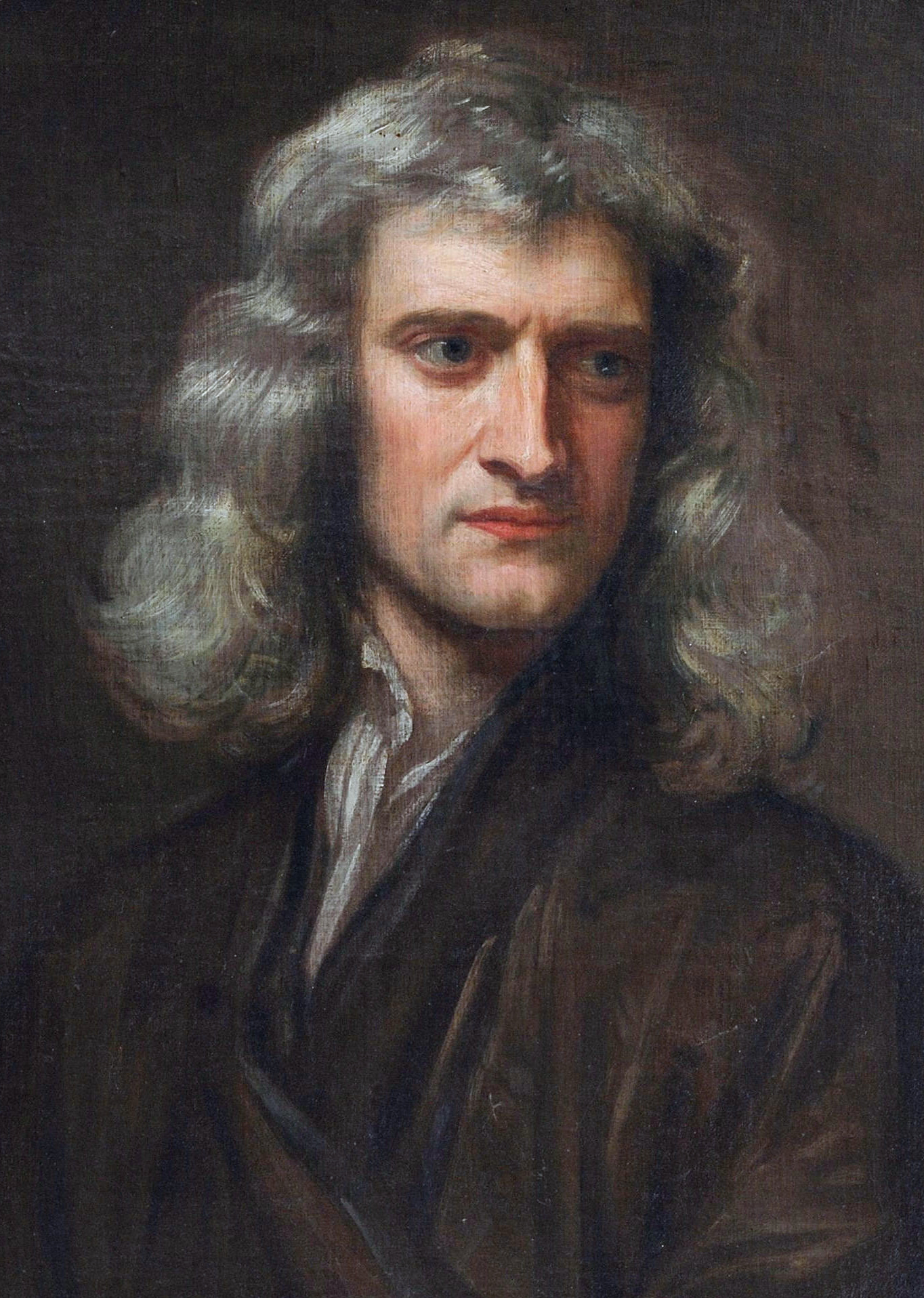
Isaac Newton (1642—1727)

Để đơn giản, các định luật Newton có để minh họa cho một hạt mà không làm mất đi tính tổng quát (đối với hệ chứa N hạt, tất cả các phương trình này đều áp dụng cho từng hạt trong hệ). Phương trình chuyển động cho hạt có khối lượng m chính là định luật thứ hai của Newton phát biểu năm 1687, trong dạng ký hiệu vectơ hiện đại
{\displaystyle \mathbf {F} =m\mathbf {a} \,,}
với a là gia tốc của nó và F là hợp lực tác dụng lên nó. Trong không gian ba chiều, đây là hệ ba phương trình vi phân thường bậc hai cần phải giải, do có ba thành phần trong phương trình vectơ này. Nghiệm thu được là các vec tơ vị trí r của các hạt tại thời điểm t, chịu những điều kiện đầu của r và v khi t = 0.
Các định luật Newton dễ dàng miêu tả trong hệ tọa độ Descarte, nhưng tọa độ Descarte không phải luôn luôn thuận tiện để giải, và đối với một số hệ tọa độ khác phương trình chuyển động có thể trở lên phức tạp hơn. Trong hệ tọa độ cong ξ = (ξ1, ξ2, ξ3), định luật 2 viết dưới dạng ký hiệu chỉ số tenxơ là "dạng Lagrangian"
{\displaystyle F^{a}=m\left({\frac {\mathrm {d} ^{2}\xi ^{a}}{\mathrm {d} t^{2}}}+\Gamma ^{a}{}_{bc}{\frac {\mathrm {d} \xi ^{b}}{\mathrm {d} t}}{\frac {\mathrm {d} \xi ^{c}}{\mathrm {d} t}}\right)={\frac {\mathrm {d} }{\mathrm {d} t}}{\frac {\partial T}{\partial {\dot {\xi }}^{a}}}-{\frac {\partial T}{\partial \xi ^{a}}}\,,\quad {\dot {\xi }}^{a}\equiv {\frac {\mathrm {d} \xi ^{a}}{\mathrm {d} t}}\,,}
với Fa là thành phần phản biến thứ a của hợp lực (resultant force) tác dụng lên hạt, Γabc là ký hiệu Christoffel loại hai,
{\displaystyle T={\frac {1}{2}}mg_{bc}{\frac {\mathrm {d} \xi ^{b}}{\mathrm {d} t}}{\frac {\mathrm {d} \xi ^{c}}{\mathrm {d} t}}\,,}
là động năng của hạt, và gbc là thành phần hiệp biến của tenxơ mêtric của hệ tọa độ cong. Mọi chỉ số a, b, c, mỗi chỉ số lấy giá trị 1, 2, 3. Chú ý rằng hệ tọa độ cong có định nghĩa khác với hệ tọa độ suy rộng.
Có vẻ như quá phức tạp khi viết định luật Newton theo dạng này, nhưng cách viết này có một số thuận lợi riêng. Các thành phần gia tốc viết theo ký hiệu Christoffel giúp tránh khỏi phải tính đạo hàm theo động năng. Nếu không có hợp lực tác dụng lên hạt, F = 0, nó không chịu sự gia tốc, nhưng sẽ chuyển động với vận tốc không đổi theo một đường thẳng. Về mặt toán học, nghiệm của các phương trình vi phân là những đường trắc địa, đường cong có độ dài cực trị nối giữa hai điểm trong không gian. Trong không gian thực 3 chiều, các đường trắc địa là những đường thẳng đơn giản. Do vậy đối với một hạt rơi tự do, phương trình của định luật hai Newton trùng với phương trình đường trắc đại, và trạng thái của các hạt rơi tự do tuân theo đường trắc địa, những quỹ đạo cực trị mà hạt di chuyển theo. Nếu hạt chịu lực tác dụng, F ≠ 0, nó sẽ chịu gia tốc do lực tác động lên nó, và đi lệch khỏi đường trắc địa mà nó đang rơi tự do. Với sự mở rộng phù hợp cho các đại lượng nêu ở trên từ không gian phẳng 3 chiều sang không thời gian cong 4 chiều, dạng trên của định luật Newton cũng áp dụng cho thuyết tương đối tổng quát của Einstein, mà các hạt rơi tự do đi theo các đường trắc địa trong không thời gian cong chứ không còn là "những đường thẳng" theo nghĩa thông thường.
Tuy nhiên, chúng ta vẫn cần biết tổng hợp lực F tác dụng lên hạt, mà có thể phân tích thành những hợp lực không liên kết N cộng với hợp lực liên kết C,
{\displaystyle \mathbf {F} =\mathbf {C} +\mathbf {N} \,.}
Lực liên kết có thể có dạng phức tạp, do nói chung chúng phụ thuộc vào thời gian. Cũng vậy, nếu có có các liên kết, tọa độ cong không còn là độc lập nữa mà ràng buộc bởi một hay nhiều phương trình liên kết.
Lực liên kết có thể loại bỏ khỏi phương trình chuyển động do vậy chỉ còn lại các lực không liên kết, hoặc thu gọn lại bằng cách kết hợp phương trình liên kết vào trong phương trình chuyển động.